# Les Dernières Volontés de Mozart
Albums de Gims
Le Fléau
(2020) Le Nord se souvient
(2024)
Singles
1. Maintenant
Sortie : 30 septembre 2022
2. Thémistocle
Sortie : 11 novembre 2022
3. Après-vous madame (feat. Soolking)
Sortie : 25 novembre 2022
4. Demain  (feat. Carla Bruni)
Sortie : 25 novembre 2022
5. Mama
Sortie : 2 décembre 2022
6. Hernan Cortes
Sortie : 13 avril 2023
7. Horizon
Sortie : 2 mai 2023
8. Si Te Llamo (feat. Maluma)
Sortie : 15 septembre 2023
9. Seya (feat. Morad)
Sortie : 6 octobre 2023
10. Saint-Tropez
Sortie : 9 décembre 2023
11. Loco (feat. Lossa)
Sortie : 26 janvier 2024
12. Ma Douce (feat. Baby Gang)
Sortie : 23 février 2024

Les Dernières Volontés de Mozart ou LDVM (Symphony) est le cinquième album du rappeur congolais Gims, sorti le 2 décembre 2022 sur les labels TF1 Musique et Play Two.

## Genèse
Le 5 octobre 2022, Gims dévoile le nom de son nouvel album LDVM (Symphony) ou Les Dernières Volontés de Mozart, sa date de sortie et sa pochette,. Par la même occasion, la précommande de l'opus est disponible, accompagnée de trois tickets, d'or, de platine et de diamant à gagner.

## Historique
Le 28 septembre 2022, Gims dévoile sur les réseaux sociaux une date, le 30 septembre. Le 30 septembre 2022, soit deux jours plus tard, Gims dévoile son nouveau single nommé Maintenant. Le 10 novembre 2022, il dévoile Thémistocle et annonce la sortie du clip le lendemain, le 11 novembre à 13 h. Le 14 novembre 2022, il dévoile une partie de la tracklist de l'album contenant 14 titres et 3 collaborations avec Carla Bruni, Soolking et Tayc. En réalité, l’album contient au total 18 titres mais seulement 14 ont été révélés. Le 25 novembre 2022, deux titres sont révélés Après-vous madame feat. Soolking et Demain avec Carla Bruni.
L'album est sorti le 2 décembre 2022, contenant 18 titres et 3 featurings avec Soolking, Carla Bruni et Tayc. Le 2 mai 2023, le titre Horizon sort en tant que single et son clip est dévoilé le 4 juillet 2023. Le 13 avril 2023, après une polémique à propos des pyramides d'Égypte, il dévoile le titre Hernan Cortes. Le 15 septembre 2023, il sort le titre Si te llamo en collaboration avec Maluma, accompagné de son clip. Le 6 octobre 2023, il dévoile Seya en featuring avec Morad et SativaMusic. Il dévoile à la suite plusieurs titres bonus de l'album.

## Liste des pistes
| Edition standard | Edition standard                   | Edition standard             | Edition standard                            | Edition standard | Edition standard | Edition standard | Edition standard | Edition standard | Edition standard |
| No               | Titre                              | Auteur                       | Compositeur(s)                              | Durée            |                  |                  |                  |                  |                  |
| ---------------- | ---------------------------------- | ---------------------------- | ------------------------------------------- | ---------------- | ---------------- | ---------------- | ---------------- | ---------------- | ---------------- |
| 1.               | Intro                              | Gims                         | Renaud Rebillaud                            | 1:24             |                  |                  |                  |                  |                  |
| 2.               | Horizon                            | Gims                         | Renaud Rebillaud                            | 3:12             |                  |                  |                  |                  |                  |
| 3.               | Après-vous madame (feat. Soolking) | - Gims - Soolking            | - Maximum Beats - Ángel Cabral - HaileDasta | 3:37             |                  |                  |                  |                  |                  |
| 4.               | Mama                               | Gims                         | Renaud Rebillaud                            | 2:41             |                  |                  |                  |                  |                  |
| 5.               | GPB                                | Gims                         | Boumidjal                                   | 2:42             |                  |                  |                  |                  |                  |
| 6.               | Cash cache                         | Gims                         | Ponko                                       | 3:32             |                  |                  |                  |                  |                  |
| 7.               | Demain (feat. Carla Bruni)         | - Gims - Carla Bruni - Vitaa | Renaud Rebillaud                            | 3:19             |                  |                  |                  |                  |                  |
| 8.               | Thémistocle                        | Gims                         | - Maximum Beats - Nicodeemi                 | 3:57             |                  |                  |                  |                  |                  |
| 9.               | Vagabond                           | Gims                         | Renaud Rebillaud                            | 3:11             |                  |                  |                  |                  |                  |
| 10.              | Longer les murs                    | Gims                         | Renaud Rebillaud                            | 3:39             |                  |                  |                  |                  |                  |
| 11.              | Sans arrêt                         | Gims                         | Renaud Rebillaud                            | 2:36             |                  |                  |                  |                  |                  |
| 12.              | Maintenant                         | Gims                         | Renaud Rebillaud                            | 3:55             |                  |                  |                  |                  |                  |
| 13.              | Ambassadrice                       | Gims                         | Renaud Rebillaud                            | 3:04             |                  |                  |                  |                  |                  |
| 14.              | Saint-Tropez                       | Gims                         | Bugatti Beatz                               | 2:47             |                  |                  |                  |                  |                  |
| 15.              | Ma cabeza                          | Gims                         | Bugatti Beatz                               | 2:59             |                  |                  |                  |                  |                  |
| 16.              | Te Amo (feat. Tayc)                | - Gims - Tayc                | - Maximum Beats - Nicodeemi                 | 3:17             |                  |                  |                  |                  |                  |
| 17.              | Comme si                           | Gims                         | Renaud Rebillaud                            | 3:10             |                  |                  |                  |                  |                  |
| 18.              | Blessé                             | Gims                         | - Young Bouba - Tendry                      | 3:03             |                  |                  |                  |                  |                  |
| 56:13            |                                    |                              |                                             |                  |                  |                  |                  |                  |                  |

| 1. | Hernán Cortés                       | Gims                       | - Young Bouba - Tendry | 3:12 |
| 2. | Si Te Llamo (feat. Maluma)          | - Gims - Maluma            | Renaud Rebillaud       | 3:27 |
| 3. | Seya (feat. Morad)                  | - Gims - Morad             | Renaud Rebillaud       | 3:08 |
| 4. | Loco (feat. Lossa)                  | - Gims - Lossa             | Young Bouba            | 2:41 |
| 5. | Ma douce (feat. Baby Gang)          | - Gims - Baby Gang         | Young Bouba            | 3:36 |
| 6. | Joe Pesci (feat. Inso Le Véritable) | - Gims - Inso Le Véritable | Boumidjal              | 3:20 |

## Clips vidéo
- Maintenant : 29 octobre 2022
- Thémistocle : 11 novembre 2022
- Après-vous madame (feat. Soolking) : 2 décembre 2022
- Horizon : 4 juillet 2023
- Si te llamo (feat. Maluma) : 15 septembre 2023
- Seya (feat. Morad) : 16 octobre 2023
- Saint-Tropez : 9 décembre 2023
- Loco (feat. Lossa) : 12 février 2024
- Ma Douce (feat. Baby Gang) : 23 février 2024

## Titres certifiés en France
- Loco (feat. Lossa)  Diamant[13]
- Seya (feat. Morad)  Diamant[14]
- Après-vous madame (feat. Soolking) Or[15]
- Maintenant  Or

## Classements et certifications
L’album est certifié disque d’or avec plus de 50 000 exemplaires vendus en juin 2023.
En juillet 2024, l’album atteint les 100.000 exemplaires vendus et est certifié disque de platine. L’album aura finalement eu son petit succès, bien qu’il ne se soit moins vendu que ses précédents projets.

### Classements hebdomadaires
| Classements (2022)           | Meilleure position |
| ---------------------------- | ------------------ |
| France (SNEP)                | 4                  |
| Belgique (Wallonie Ultratop) | 28                 |
| Suisse (Schweizer Hitparade) | 47                 |
| Suisse (Charts Romandie)     | 10                 |

### Classements de fin d'année
| Classements (2022) | Position |
| ------------------ | -------- |
| France (SNEP)      | 159      |

| Classements (2023) | Position |
| ------------------ | -------- |
| France (SNEP)      | 110      |

### Certification
| Région | Certification | Ventes/Streams |
| --- | ------------- | -------------- |
| France (SNEP) | Platine       | 100 000        |
| *Ventes selon la certification ^Mise en rayon selon la certification xNon précisé par la certification ‡ventes/streaming selon la certification |               |                |